# Lygia Pape

Lygia Pape (1957)

Lygia Pape (* 7. April 1927 in Nova Friburgo, Brasilien; † 3. Mai 2004 in Rio de Janeiro) war eine brasilianische Malerin, Bildhauerin, Graveurin, Filmemacherin und Hochschullehrerin.

## Leben und Werk
Pape studierte Kunst bei Fayga Ostrower am Museu de Arte Moderna do Rio de Janeiro und wurde 1947 Mitglied der in Rio de Janeiro ansässigen Grupo Frente, die sich der konkreten Kunst und der geometrischen Abstraktion verschrieben hatte. 1959 unterzeichnete sie mit Lygia Clark und Hélio Oiticica das Manifesto Neoconcreto. Die Vertreter der neokonkreten Bewegung widersprachen dem vorherrschenden Ethos der konkreten Kunst, denn sie waren der Ansicht, dass Kunst die aktive Beteiligung des Betrachters erfordern solle. Papes Frühwerk, so z. B. die aus geometrischen Holzschnitten bestehende Serie Teclares, die 1955 auf der dritten Biennale von São Paulo gezeigt wurde, nimmt Bezug auf die Handwerkskunst. Ab den 1960er Jahren beschäftigte sie sich mit Drehbuchschreiben, Filmbearbeitung und Regie. 1967 war sie Mitorganisatorin der Ausstellung New Brazilian Objectivity am Museum für Moderne Kunst in Rio de Janeiro. Von 1972 bis 1985 lehrte sie an der Universidade Santa Úrsula in Rio de Janeiro. 1980 erhielt sie einen Master in Kunstphilosophie von der Universidade Ferdal do Rio de Janeiro und wurde dort 1983 zur Professorin für bildende Kunst ernannt. Ihre Werke wurden in Brasilien und international ausgestellt, so auf der São Paulo Biennale (1953, 1955, 1957, 1959, 1989) und dem Salão Nacional de Arte Moderna in Rio de Janeiro zwischen 1952 und 1960, sowie 2003 und 2009 auf der Biennale di Venezia und 2011 auf der Istanbul Biennale. 2004 wurde das Kulturvereinsprojekt Lygia Pape gegründet, welches von ihrer Tochter Paula Pape geleitet wird.

## Einzelausstellungen (Auswahl)

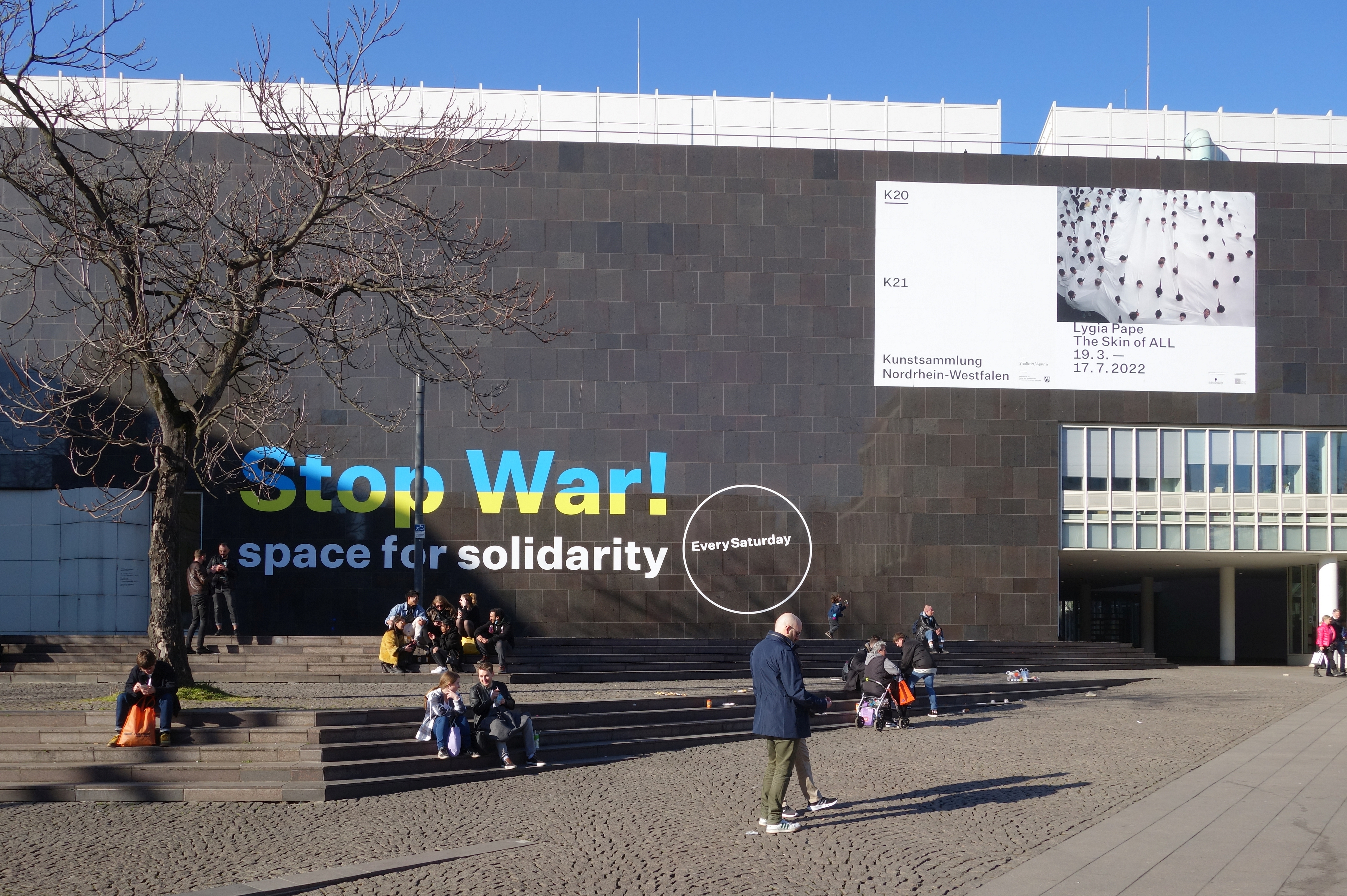
Das K 20 am Tag der Ausstellungseröffnung von The Skin of ALL

- 1975: Museu de Arte Moderna do Rio de Janeiro
- 2000: Serralves, Lissabon
- 2001: Americas Society, New York
- 2011: Museo Nacional Centro de Arte Reina Sofía, Madrid
- 2017: Met Breuer, New York
- 2022: The Skin of ALL,[2] K 20, Kunstsammlung Nordrhein-Westfalen, Düsseldorf